# Louis Ferdinand von Preußen (1772–1806)

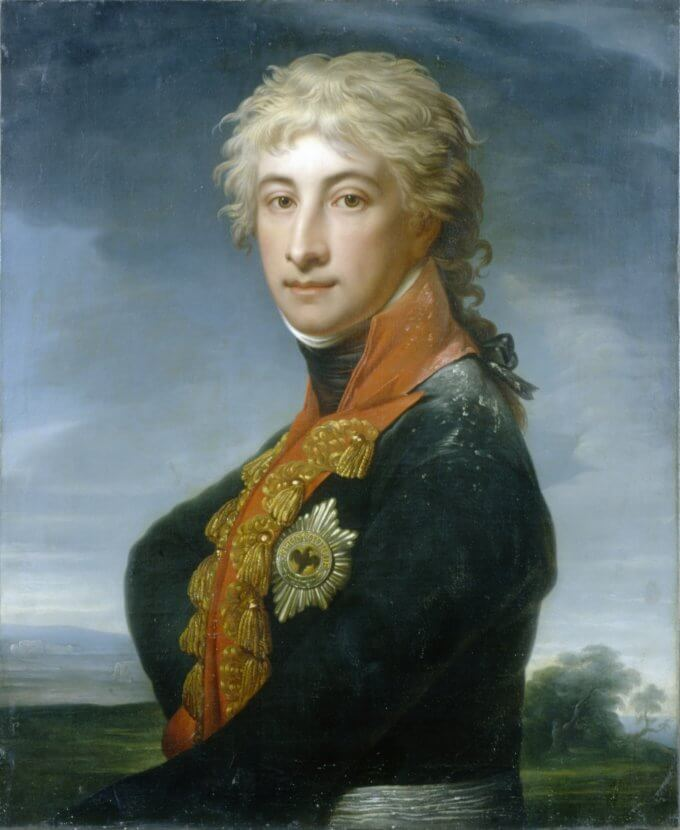
Louis Ferdinand von Preußen (Gemälde von Jean-Laurent Mosnier, 1799)

Friedrich Ludwig Christian von Preußen (genannt Prinz Louis Ferdinand von Preußen; auch Der preußische Apoll; * 18. November 1772 in Schloss Friedrichsfelde bei Berlin; † 10. Oktober 1806 in Wöhlsdorf) war ein preußischer Prinz aus dem Hause Hohenzollern, Feldherr, Komponist und Pianist.

## Namensform und Abstammung
Der dritte Sohn des Prinzen Ferdinand von Preußen und seiner Gemahlin, der geborenen Prinzessin Anna Elisabeth Luise von Brandenburg-Schwedt, und Neffe König Friedrichs des Großen, erhielt den Taufnamen Friedrich Ludwig Christian, wurde Louis gerufen und bekam alsbald den Beinamen Ferdinand (nach seinem Vater), damit er von seinem ebenfalls Louis genannten Neffen 2. Grades, dem Prinzen Friedrich Ludwig Karl von Preußen (1773–1796), unterschieden werden konnte.
Berichte und Quellen aus Louis Ferdinands Lebenszeit weisen darauf hin, dass sein leiblicher Vater nicht Prinz Ferdinand war, sondern der Hofmeister seiner Mutter, Friedrich Wilhelm Carl Graf von Schmettau, oder vielleicht Herzog Karl Wilhelm Ferdinand von Braunschweig-Wolfenbüttel. Diese eher als „Gerüchte und Klatsch“ zu bewertenden Annahmen können allerdings nicht als bewiesen gelten.

## Leben

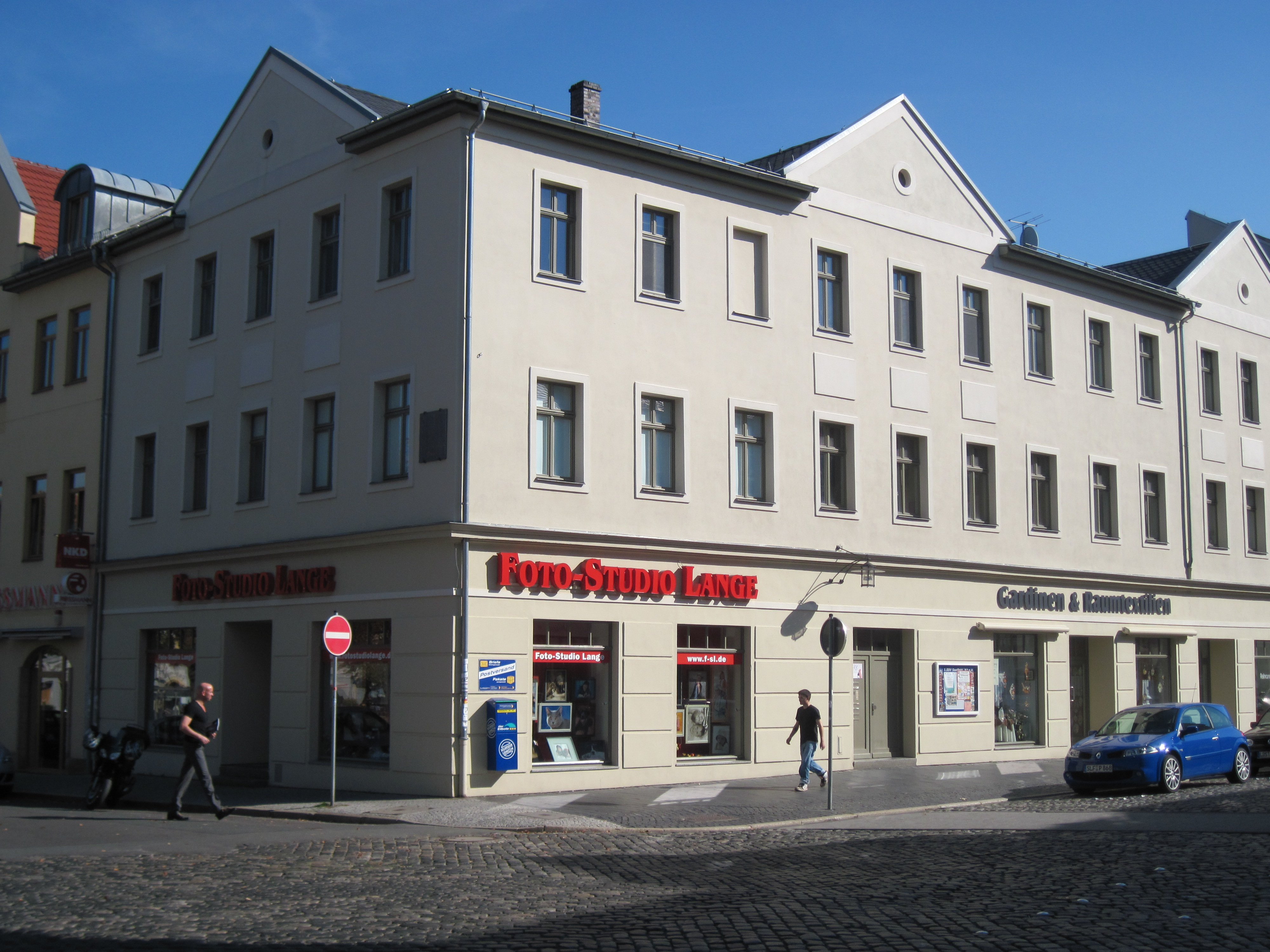
Das Haus am Saalfelder Marktplatz, in dem Louis Ferdinand vor seinem Tod weilte

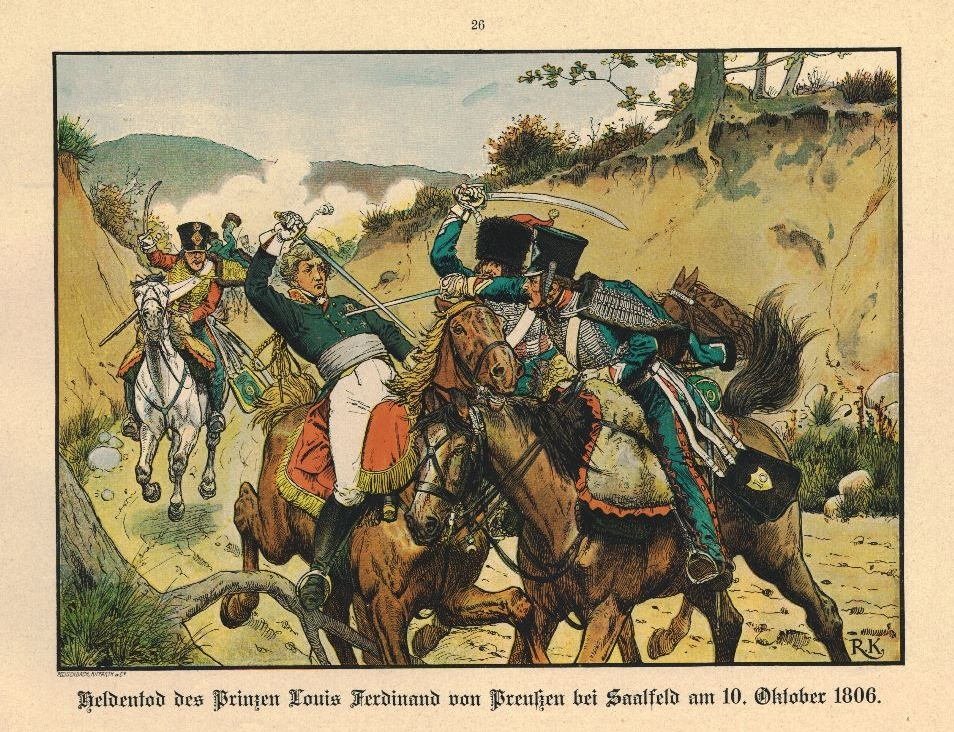
Heldentod des Prinzen Louis Ferdinand bei Saalfeld, 1895. Im Vordergrund der französische Unteroffizier Guindey (fälschlich mit dem franz. Kürassier-Pallasch, Modell 1802/03, mit gerader Klinge dargestellt) und ein Regimentskamerad im Kampf mit Louis Ferdinand. Im Hintergrund naht ein weiterer Franzose, jedoch von den 9. Husaren.

Louis Ferdinand schlug eine militärische Laufbahn in der Preußischen Armee ein. Er kämpfte im Ersten Koalitionskrieg 1792/94 bei Longwy und Verdun, machte die Kanonade von Valmy mit und wurde bei der Belagerung von Mainz verwundet. Als Generalmajor (seit 17. Juli 1793) nahm er im November 1793 an der Schlacht bei Kaiserslautern teil. Am 23. Februar 1795 wurde Louis Ferdinand zum Chef des Infanterieregiments „von Baden“ ernannt. Im weiteren Verlauf des Krieges war er ab Ende Mai 1796 als Brigadier zum Korps des Herzogs Karl Wilhelm Ferdinand von Braunschweig kommandiert, das zur Deckung der Demarkationslinie in Westfalen bestimmt war. Anlässlich der Revue bei Petershagen wurde Louis Ferdinand am 2. Juni 1799 mit Patent vom 20. Mai 1799 zum Generalleutnant befördert.
Von seinem verstorbenen Onkel Heinrich von Preußen übernahm er am 27. September 1802 die Propststelle im Magdeburger Dom.
Louis Ferdinand gehörte 1805 zum Kreis der Personen um Königin Luise, den Freiherrn vom Stein und General Ernst von Rüchel, der dafür stand, Napoleon entgegenzutreten. Gemeinsam versuchten sie, den König davon zu überzeugen. Am 10. Mai 1805 übergab vom Stein eine entsprechende Denkschrift. Der König lehnte vorerst ab, gab schließlich jedoch dem Ansturm nach und befahl die Mobilmachung.

### Tod
Als Kommandeur einer preußischen Vorhut fiel Louis Ferdinand am 10. Oktober 1806 im Gefecht bei Saalfeld, vier Tage vor der Schlacht bei Jena und Auerstedt. Dabei wurde der Prinz durch den französischen maréchal des logis Jean-Baptiste Guindey (1785–1813) vom 10. Husarenregiment getötet. Dieser erhielt hierfür das Kreuz der Ehrenlegion, jedoch keine Beförderung. Letztere verweigerte ihm Napoleon mit der Bemerkung, ein gefangener Prinz wäre besser gewesen. Guindey avancierte später dennoch bis zum lieutenant en premier und sous-adjudant Major (stellvertretender Regimentsadjutant).
In der Historiographie ist bis heute umstritten, ob Guindey den Prinzen alleine bezwang, oder ihm Kameraden assistierten (Richard Knötels bekannte graphische Darstellung Heldentod des Prinzen Louis Ferdinand bei Saalfeld greift letztere Version auf). Wahrscheinlich ist aber die Version des Tods im Einzelkampf: Guindey berichtete, er habe den zu Pferd flüchtenden Prinzen zunächst verfolgt und, als dessen Pferd beim Sprung über einen Zaun strauchelte, ihn mit einem Klingenhieb am Hinterkopf verletzt. Louis Ferdinand habe trotz der schweren Verwundung (!) weitergefochten, worauf Guindey ihn mit einem Stoß in die Brust getötet haben will. Wahrscheinlicher jedoch ist, dass bereits der von hinten geführte Kopfhieb den Prinzen außer Gefecht setzte oder sogar tötete. Die Version der Tötung durch einen „ehrlichen“ Stoß von vorn stellt indes Guindey in einem heroischeren Licht dar.
Bei einer Obduktion der Leiche wurde zudem festgestellt, dass der Stoß in die Brust von einer geraden Klinge herrührte, wie sie bei Degen oder Pallasch üblich ist. Husaren waren jedoch überwiegend mit Säbeln (geschwungene Klinge) ausgerüstet. Der Stoß in die Brust könnte dem vielleicht schon am Boden Liegenden eventuell post mortem beigebracht worden sein – vielleicht von einem „übermütigen“ französischen Plünderer (Louis Ferdinands Leiche war bei ihrem Auffinden teilentkleidet und des persönlichen Besitzes beraubt). Dazu passt die Aussage Guindeys, wonach er nach Louis Ferdinands Tod die Papiere des toten Generals an sich genommen und seinen Vorgesetzten überbracht habe. Die Leiche selbst und deren materielle Habe habe er französischen Plünderern überlassen müssen. Vielleicht war Guindey bereits bei dieser Gelegenheit Zeuge des Degenstoßes durch die Brust des Prinzen geworden und hatte die sich ihm nun bietende Möglichkeit zur Aufwertung seines Verhaltens erkannt. Oder aber einer von Guindeys Vorgesetzten, die er zu der Leiche führte, verging sich im Siegesrausch an dem toten Prinzen, der in Frankreich als Franzosenfeind bekannt war. Eine derartige Leichenschändung hätte bei Bekanntwerden dem Ruf des Verursachers dennoch schaden können, weshalb vielleicht Guindey die „Schuld“ auf sich nahm und zu seinem Vorteil münzte.
Nach Louis Ferdinands Tod wurde sein Leichnam in der Fürstengruft der Johanneskirche in Saalfeld beigesetzt und fünf Jahre später, 1811, in den Berliner Dom überführt.

## Nachkommen
Louis Ferdinand hatte mehrere illegitime Kinder.
Eine Tochter mit Eberhardine Charlotte Justine von Schlieben. Sie heiratete später den bayerischen Stallmeister Heinrich von Drechsel:
- Caroline Henriette Bentley (* 1789 in Berlin)

Weiterhin hatte er zwei Söhne (Zwillinge) mit der französischen Gräfin Maria Adelaide de la Grange:
- Theodor Friedrich Klitsche (1799–1868), Brigadegeneral im Königreich Neapel.[7] Seine Tochter Antonietta Klitsche de la Grange (1832–1912) war eine bekannte Schriftstellerin.
- Wilhelm Klitsche (1799–1820). Er starb an den 1815 als preußischer Soldat erlittenen Verwundungen.

Zwei Kinder mit Friederike Susanne Henriette Fromme (1783–1828), die unter dem Namen „von Wildenbruch“ am 3. März 1810 in den erblichen preußischen Adelsstand erhoben wurden:
- Louis von Wildenbruch (1803–1874), preußischer Generalleutnant und Diplomat

⚭ 9. August 1837 Ernestine von Langen (1805–1858)
⚭ 26. April 1860 Flora Nicolovius (* 28. Mai 1811; † 21. Mai 1879). Sie war die Tochter des preußischen Ministerialbeamten Georg Heinrich Ludwig Nicolovius und seiner Frau Luise Maria Anna, geb. Schlosser, die als Tochter von Johann Georg Schlosser und Cornelia Goethe Nichte Goethes war.
- Emilie Henriette Luise Blanca (* 22. August 1804 in Berlin; † 20. April 1887), genannt Blanche ⚭ 19. Oktober 1826 Friedrich Erhard von Röder (* 19. November 1798; † 2. August 1858) Sohn des Generals Friedrich Erhard von Röder.

Der Name „Wildenbruch“ bezieht sich auf das Gut Wildenbruch von Louis Ferdinands Großvater mütterlicherseits. Über Louis von Wildenbruch, Gesandter im Osmanischen Reich, war Prinz Louis Ferdinand der Großvater des Schriftstellers Ernst von Wildenbruch, Schwiegergroßvater des Philosophen Paul Graf Yorck von Wartenburg und Ururgroßvater des Widerstandskämpfers Peter Graf Yorck von Wartenburg.

## Musik

### Musikalischer Werdegang
Auf welche Weise Louis Ferdinand zu seinem Können als Pianist und Komponist gelangte und wer seine Lehrer waren, ist nicht restlos geklärt. Erstmals erwähnt wurden seine musikalischen Fähigkeiten in Tagebuchaufzeichnungen seiner Schwester Luise. Sie verglich 1783 Louis Ferdinands „erstaunliche Fortschritte“ auf dem Klavier mit denen seines Bruders Heinrich auf der Violine. In dieser Zeit unterhielt sein Vater eine kleine Hofkapelle. Hier kann Louis Ferdinand Anregungen und eventuell von Mitgliedern der Kapelle Unterricht bekommen haben. Für 1790 kommt ein „Musikus Fleischmann“ als Lehrer in Frage.

Bis zu ihrem Tode im Jahr 1787 hatte Louis Ferdinand einen herzlichen Kontakt zu seiner Tante, Prinzessin Anna Amalie von Preußen, die eine vom Bachschüler Johann Philipp Kirnberger ausgebildete Musikerin und Komponistin war. Erinnerungen seiner Schwester Luise von Preußen und die Widmung einer Komposition Anna Amalies an Louis Ferdinand und seinen Bruder Heinrich belegen die musikalischen Anregungen, die Louis Ferdinand von Anna Amalie erhielt. Sie konnte ihm die Ästhetik und die Kompositionstechniken der Schülergeneration Johann Sebastian Bachs vermitteln. 

Louis Ferdinand: Skizze zu op. 4,
Melodie mit beziffertem Bass

Darauf weisen Louis Ferdinands op. 7, eine Fuge für Klavier, und Skizzen zu den Variationen op. 4 hin, in denen er die Begleitung mit bezifferten Bässen entwarf. Beide Werke zeigen, dass sich Louis Ferdinand zwar im musikalischen Handwerk an der älteren Musik orientierte, nicht aber ihrer Ästhetik folgte.
Dass auch Anna Amalies Bruder Prinz Heinrich von Preußen in Rheinsberg für Louis Ferdinands musikalischen Werdegang eine Bedeutung zukommt, zeigt ein Tagebucheintrag von Louis Ferdinands Schwester Luise:

„Es gefiel Louis gut in Rheinsberg. Bei seiner Musikleidenschaft bot ihm die Kapelle des Prinzen alle gewünschten Hilfsmittel, und er ließ seine Kompositionen von ihr spielen und entwickelte mehr und mehr eine Begabung, die das Glück eines Künstlers gemacht haben würde.“

Aus einem Brief Louis Ferdinands aus dem Jahre 1795 kann man schließen, dass er sich die Grundlagen des Komponierens zumindest teilweise selbst beigebracht hat. Er schrieb:

„[…] obwohl ich die Kompositionslehre um und um studiert habe, konnte ich doch nichts zuwege bringen, was gut genug gewesen wäre, […]“

Dass, wie von der Allgemeinen Musikalischen Zeitung 1812 gemeldet, der Pianist und Komponist Heinrich Gerhard von Lentz ein Lehrer Louis Ferdinands gewesen sei, ist sehr fraglich. Diese Meldung geht offensichtlich auf Lentz selbst zurück und wurde danach mehrfach wiederholt, aber durch keine zuverlässige Quelle bestätigt. Ein Zeitpunkt für einen solchen Unterricht konnte nicht ermittelt werden. Auch die Annahme, Lentz habe abgelehnt, in Louis Ferdinands Dienst zu treten, ist nicht belegt. Lentz als Lehrer Louis Ferdinands könnte allerdings dessen Neigung zur virtuosen Brillanz und dessen Kenntnisse im Generalbass erklären.
Erst ab der Zeit, als Louis Ferdinand schon als versierter Pianist und Improvisator galt, gibt es eindeutige und aussagekräftige Dokumente über sein musikalisches Wirken. Sie bestätigen den Einfluss, den die Komponisten und Pianisten Ludwig van Beethoven und Johann Ladislaus Dussek hatten.

### Verhältnis zu Beethoven

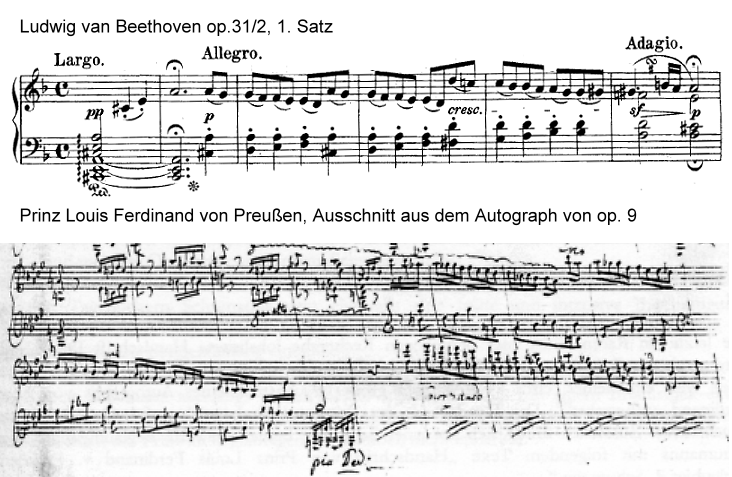
Vergleich von
L. v. Beethoven, op. 31/2 und
Louis Ferdinand, op. 9 (Autograph)

Bei einem Zusammentreffen 1796 in Berlin sagte Beethoven anerkennend, „der Prinz spiele gar nicht königlich oder prinzlich, sondern wie ein tüchtiger Klavierspieler.“ Unter Beethovens Einfluss stehend komponierte Louis Ferdinand die ersten zur Veröffentlichung bestimmten Werke, in denen er sogar beethoven’sche Motive zitierte, wie beispielsweise ein Motiv aus dem Kopfsatz von dessen op. 31/2 im Rondo op. 9 und im Trio op. 10 Belegt ist, dass Louis Ferdinand 1799 in Hamburg die Noten von Beethovens Sonaten für Klavier und Violine op. 12 erwarb und dazu 6 Buch Notenpapier für das eigene Komponieren. Diese Sonaten konnte Louis Ferdinand mit dem Geiger Pierre Rode musizieren, der zwischen 1795 und 1803 Hamburg mehrmals aufsuchte und dem er später sein Klavierquartett op. 6 widmete. 1804 traf Louis Ferdinand Beethoven während einer diplomatischen Mission in Wien. Drei Monate später widmete ihm Beethoven sein 3. Klavierkonzert. Beethovens Mentor Fürst Franz Joseph Maximilian von Lobkowitz nahm sich Louis Ferdinands an und ermöglichte ihm auf der Weiterreise, in einem seiner böhmischen Schlösser Beethovens 3. Sinfonie mehrmals hintereinander anzuhören. Lobkowitz könnte Beethoven nach Louis Ferdinands Tod 1806 zur Abfassung des endgültigen Titels dieser Sinfonie angeregt haben. Danach bezöge sich „komponiert, um das Andenken eines großen Mannes zu feiern“ auf Louis Ferdinand. Dessen großes Interesse an Beethovens Kompositionen beweist auch der Erwerb der Noten der Sonaten für Klavier und Violine op. 30 und op. 47 sowie der Klaviersonate op. 53 im Jahre 1806. Wenige Tage vor seinem Tod trug Louis Ferdinand in seinem Quartier auf der Rudolstädter Heidecksburg beethoven’sche Kompositionen auf dem Klavier vor.

### Verhältnis zu Johann Ladislaus Dussek
Louis Ferdinand lernte Johann Ladislaus Dussek Anfang Februar 1800 in Hamburg kennen und wurde dessen Kompositionsschüler. Allerdings trennten sich ihre Wege schon nach kürzester Zeit wieder, da Louis Ferdinand am 18. Februar Hamburg verlassen musste. Dass der Kontakt der beiden nicht völlig abriss, zeigt sich daran, dass Dussek im Jahre 1803 Louis Ferdinand sein Klavierquartett Es-Dur (C197) widmete. Zwischen 1800 und 1804 lassen die Quellen kurze Wiederbegegnungen vermuten, doch erst nach Dusseks Eintreffen in Berlin zu Anfang des Jahres 1804 sind die Zusammenkünfte eindeutig belegt. Hier wirkte Dussek bei der Uraufführung von Louis Ferdinands Quintett op. 1 als Pianist mit. Im Mai nahm Louis Ferdinand Dussek mit in seine Garnisonsstadt Magdeburg. Von da an bis zu Louis Ferdinands Tod war Dussek Lehrer, Kammermusikpartner, Gesellschafter und Zechkumpan des Prinzen, ohne dass ein fester Vertrag zustande gekommen war. Über die Art des Kompositionsunterrichts ist nichts bekannt. Eine gegenseitige Beeinflussung der beiden Komponisten ist anzunehmen, ist aber bisher nur andeutungsweise erforscht. Mit dem Eintritt Dusseks in Louis Ferdinands Entourage begann eine neue Periode in Louis Ferdinands Schaffen, in der die Opera 2, 6, 8, 11 und 12 vollendet wurden.
Die beiden Komponisten verstanden sich nicht nur in musikalischer Hinsicht sehr gut, wie Louis Ferdinands Adjutant Carl Graf von Nostitz schilderte:

„[…] und um 6 Uhr Tafel. Hier erwarteten uns Frauen und die Gesellschaft munterer Männer […] Ausgewählte Speisen und guter Wein, besonders Champagner […], stillte Hunger und Durst, doch das Mahl […] wurde durch Musik und den Wechsel heiterer Erholung weit über das gewöhnliche Maß verlängert. Neben dem Prinzen stand ein Piano. Eine Wendung und er fiel in die Unterhaltung mit Tonakkorden ein, die dann Dussek auf einem anderen Instrument weiter fortführte. So entstand oft zwischen beiden ein musikalischer Wettkampf, ein musikalisches Gespräch konnte man es nennen, das alle durch Worte angeregte Empfindungen der Seele in bezaubernden Tönen lebhafter fortklingen ließ.“

Zu dieser Künstlergemeinschaft gehörte zeitweise auch der Hofkapellmeister Friedrich Wilhelms II. und Friedrich Wilhelms III., Friedrich Heinrich Himmel, dem Louis Ferdinand 1803 sein Quintett op. 1 gewidmet hatte.
Dussek übernahm ab 1804 die Herausgabe der Werke des Prinzen bis über dessen Tod hinaus. Die Verlagshonorare dafür durfte er behalten. Louis Ferdinand war es weniger um die Verbreitung seiner Werke und einen Gewinn daraus gegangen, als vielmehr um gut leserliches Notenmaterial für das eigene Musizieren. Mit seiner nach 1806 komponierten Elégie Harmonique sur la Mort de Son Altesse Royale le Prince Louis Ferdinand de Prusse en Forme de Sonate pour le Piano-Forte in fis-Moll setzte Dussek Louis Ferdinand ein musikalisches Denkmal.

### Rahel Levins „Salon“ als Podium Louis Ferdinands und Ort geistig-künstlerischer Anregungen
Louis Ferdinands Vorliebe, über alle Standes- und Herkunftsschranken hinweg privaten gesellschaftlichen und künstlerischen Umgang mit ihn anregenden Menschen zu pflegen, fand außer in der Künstlergemeinschaft mit Dussek und Himmel vor allem in den von Frauen geführten Berliner „Salons“ ihre Erfüllung. Zwar verkehrte er auch in den von Aristokraten und Diplomaten bevorzugten und geprägten „Salons“ wie in dem der Herzogin Dorothea von Kurland und in dem seiner Schwester Luise, doch wirklich bedeutend für seine Entwicklung wurden die bürgerlich geprägten „Salons“, etwa der der Henriette von Crayen, vor allem aber der von Rahel Levin.
Rahel Levin, später – nach ihrer Vermählung mit Karl August Varnhagen von Ense – bekannt als Rahel Varnhagen von Ense, führte als erste unverheiratete Frau einen von ihr selbst „Gesellschaft“ oder „unser Kreiß“ genannten „Salon“, dessen erste Phase bis kurz nach Louis Ferdinands Tod und der kurz darauf erfolgten Niederlage Preußens dauerte.
Ende Mai 1800 schrieb Rahel Levin in einem Brief:
Ob sich die damit gegebene, frühromantisch geprägte „Dachstuben-Wahrheit“ auf Louis Ferdinands Musikästhetik und auf sein Komponieren ausgewirkt hat, bedarf noch der genaueren Untersuchung.
In ihrer Wohnung im Dachgeschoss, aber auch in anderen Räumen des Hauses Levin in der Jägerstraße traf sich die geistige und künstlerische, vor allem literarische Elite Berlins. Dort verkehrten beispielsweise Achim von Arnim, Ludwig Börne, Bettina und Clemens Brentano, Adelbert von Chamisso, Friedrich de la Motte Fouqué, Alexander und Wilhelm von Humboldt, Heinrich von Kleist, Jean Paul, Friedrich Schlegel, Friedrich Schleiermacher und Ludwig Tieck. Wen davon Louis Ferdinand in Rahel Levins Salon tatsächlich kennengelernt hat, wird in der Literatur nur andeutungsweise angeführt. Da sich Louis Ferdinand über seine musikästhetische Einstellung nicht geäußert hat und Zeugnisse Anderer fehlen, kann nur vermutet werden, dass seine künstlerische Entwicklung von den Gesprächen in Rahel Levins Salon und von den literarischen und ästhetischen Schriften der Frühromantiker beeinflusst worden ist. Zwar ist bekannt, dass Louis Ferdinand Vorlesungen August Wilhelm Schlegels besucht hat, nicht aber, welche Themen und Inhalte er hörte.
Louis Ferdinand ergab sich bei Rahel Levin den anregenden Gesprächen, dem Champagner und dem Liebreiz der Damen. Dort lernte er Pauline Wiesel kennen, die seine Geliebte wurde. Er selbst brillierte als Pianist und Improvisator. Hugo Franz Altgraf zu Salm-Reifferscheidt schilderte sein Spiel als „kühn und gewaltig, oft rührend, meist bizarr, immer von höchster Meisterschaft“.

### Musikgeschichtliche Einordnung
Wie für Frédéric Chopin, Franz Liszt, Johannes Brahms und viele andere, fand Robert Schumann auch für Louis Ferdinand eine plakative Charakterisierung. Er hielt den „romantischsten aller Fürstensöhne“ für den „Romantiker der klassischen Periode.“
Diese Beurteilung zeigt das noch bestehende Dilemma: die Untersuchungen an Louis Ferdinands Werken deckten klassische und frühromantische Wesensmerkmale z. B. in der Form und der Harmonik seiner musikalischen Sprache auf, ohne dass es bisher gelungen ist, Louis Ferdinands Stellung in der Musikgeschichte abschließend zu beurteilen. Am genauesten sind seine Beziehungen zu Beethoven untersucht. Sein musikalisches Verhältnis zu Dussek und Himmel sowie zu heute unbeachteten oder vergessenen Komponisten wie beispielsweise Franz Danzi, Anton Franz Josef Eberl, Alexander Klengel, Franz Seraphinus Lauska, Andreas Jakob Romberg, Johann Schadeck und vor allem Daniel Gottlieb Steibelt bedarf noch genauer Analysen. Dass er Franz Schubert bekannt war und ihn beeinflusst hat, ist nicht gesichert. Robert Schumann sah ihn neben Franz Schubert als wichtigen Anreger für sich selbst und seine Generation an.
In der bisher einzigen umfangreicheren, stilkritischen Untersuchung der Werke Louis Ferdinands von 1935 versuchte Robert Hahn, die Bezüge Louis Ferdinands zur Musik seiner Zeit zu ergründen. Er stützte damit Robert Schumanns Charakterisierung Louis Ferdinands als „Romantiker der klassischen Periode“, zeigte aber auch, dass die romantisch anmutenden Eigenschaften der Musiksprache Louis Ferdinands deutlich der brillanten Virtuosenmusik um 1800 und vor allem der empfindsamen Kompositionsweise Carl Philipp Emanuel Bachs verpflichtet sind.

### Rezeptionsgeschichte
Louis Ferdinand stellte sich mit seinem Entschluss, seine eigentlich für den eigenen Bedarf komponierten Werke zu veröffentlichen, auch der öffentlichen Kritik. Vor allem die Allgemeine Musikalische Zeitung in Leipzig berichtete mehrmals über ihn als Pianist und Komponist sowie über seine Werke und deren Aufführung. Diese im gesamten deutschsprachigen Raum gelesene Zeitung wurde damit zu einer der wichtigen Quellen für die Untersuchung der Rezeption der Werke Louis Ferdinands. Zu Lebzeiten Louis Ferdinands wurden allerdings nur ein Quartett (vermutlich op. 5) und das Notturno op. 8, jeweils mit Dussek am Klavier, öffentlich aufgeführt.
Wo und von wem in welchem Umfang die meist nur in fehlerhaften Stimmen gedruckten Werke Louis Ferdinands gekauft wurden, ist bisher noch nicht dokumentiert.
In Wien hatte Louis Ferdinand schon zu Lebzeiten eine große Anhängerschaft. Seine Werke wurden dort nach seinem Tod hauptsächlich in Bearbeitungen für Klavier vierhändig und für zwei Klaviere unter anderem von Johann Andreas Streicher und Carl Czerny bekannt und dienten dem privaten häuslichen Musizieren. Johann Friedrich Reichardt berichtete über eine private Aufführung von Louis Ferdinands op. 6 im Hause Streichers in dessen Bearbeitung. Nach 1844 wurde der Druck solcher Bearbeitungen eingestellt.
Zwischen 1842 und 1848 führte Franz Liszt das Quartett op. 6 „mit größtem Erfolg“ auf. Themen aus diesem Werk verwendete er in einer 1843 komponierten und 1847 revidiert herausgegebenen Elégie sur des motifs du Prince Louis Ferdinand.
Um 1850 erlosch das Interesse an Louis Ferdinands Kompositionen. Erst nach der Jahrhundertwende interessierte man sich im Gefolge des preußisch geprägten Nationalismus wieder für Louis Ferdinand als militärisches und patriotisches Vorbild sowie als Komponist. Kaiser Wilhelm II. initiierte eine 1910 erschienene Neu- bzw. Erstausgabe von Partituren Louis-Ferdinand’scher Werke. Sie enthält die Opera 1–6 sowie 9 und 10.

### Kompositionen
Zu Lebzeiten Louis Ferdinands veröffentlicht, Erstdrucke teilweise nur in Stimmen:
- Quintett c-Moll für Pianoforte, 2 Violinen, Viola, und Violoncello, op. 1
- Trio As-Dur für Pianoforte, Violine und Violoncell, op. 2
- Trio Es-Dur für Pianoforte, Violine und Violoncell, op. 3
- Andante mit Variationen B-Dur für Pianoforte, Violine, Viola und Violoncell, op. 4
- Quartett Es-Dur für Pianoforte, Violine, Viola und Violoncello, op. 5
- Quartett f-Moll für Pianoforte, Violine, Viola und Violoncell, op. 6
- Großes Trio Es-Dur für Pianoforte, Violine und Violoncell, op. 10
- Larghetto varié pour le pianoforte avec accompagnement de violon, alto, violoncelle et basse obligés, op. 11

Nach Louis Ferdinands Tod veröffentlicht:
- Fugue à quatre voix pour le piano, op. 7
- Notturno pour le pianoforte, flûte, violon, viola, violoncelle obligé et deux cors ad libitum, op. 8
- Rondo in B-Dur für Pianoforte und Orchester, op. 9
- Otetto pour le pianoforte, clarinette, 2 cors, 2 violes et 2 violoncelles obligés, op. 12
- Rondo pour le pianoforte avec accompagnement de l’orchestre, op. 13

## Nachruhm
Louis Ferdinands Zeitgenosse General Friedrich August Ludwig von der Marwitz beurteilte ihn in seinen Memoiren differenziert:

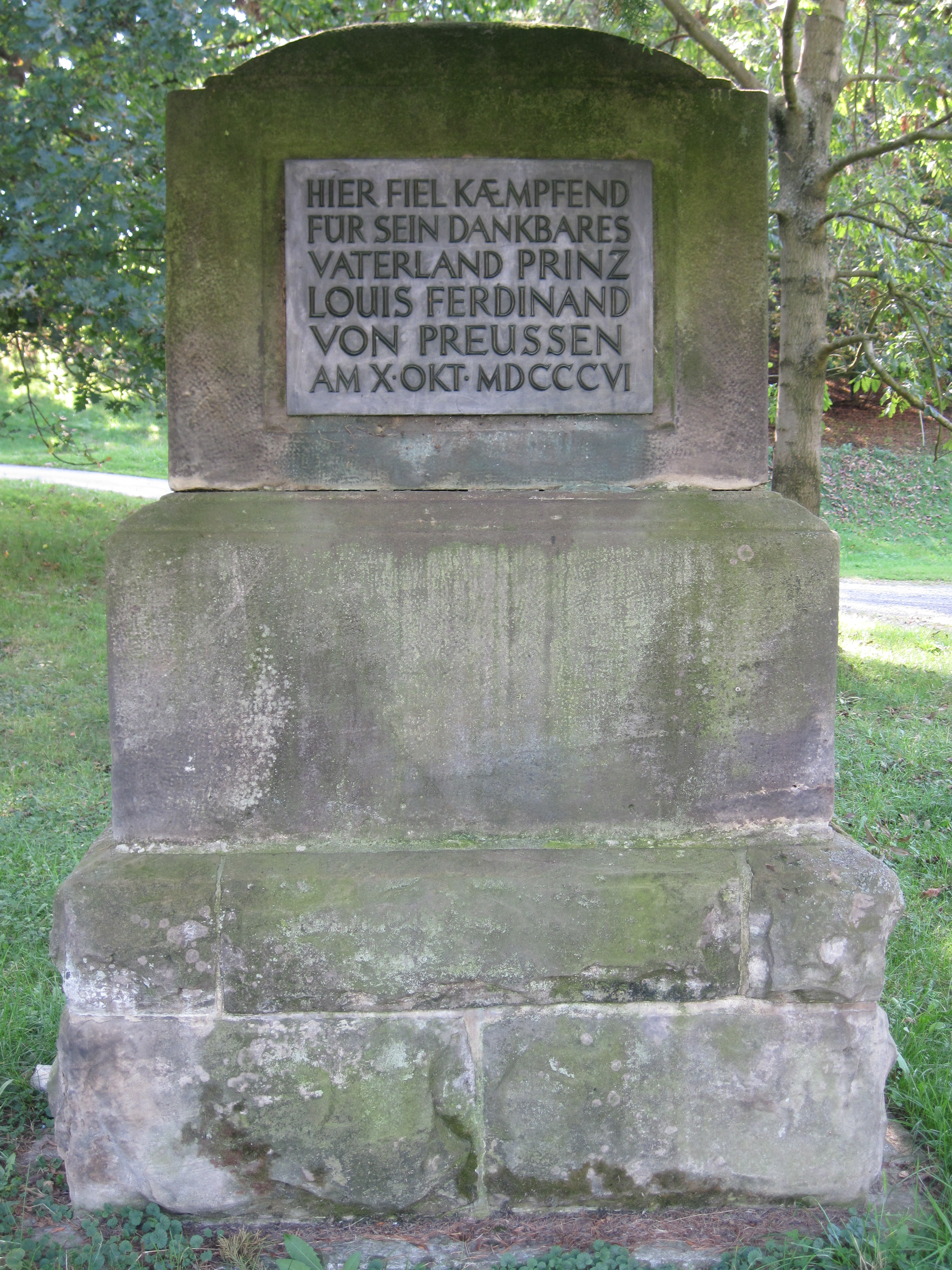
Der 1808 aufgestellte Gedenkstein für Louis Ferdinand

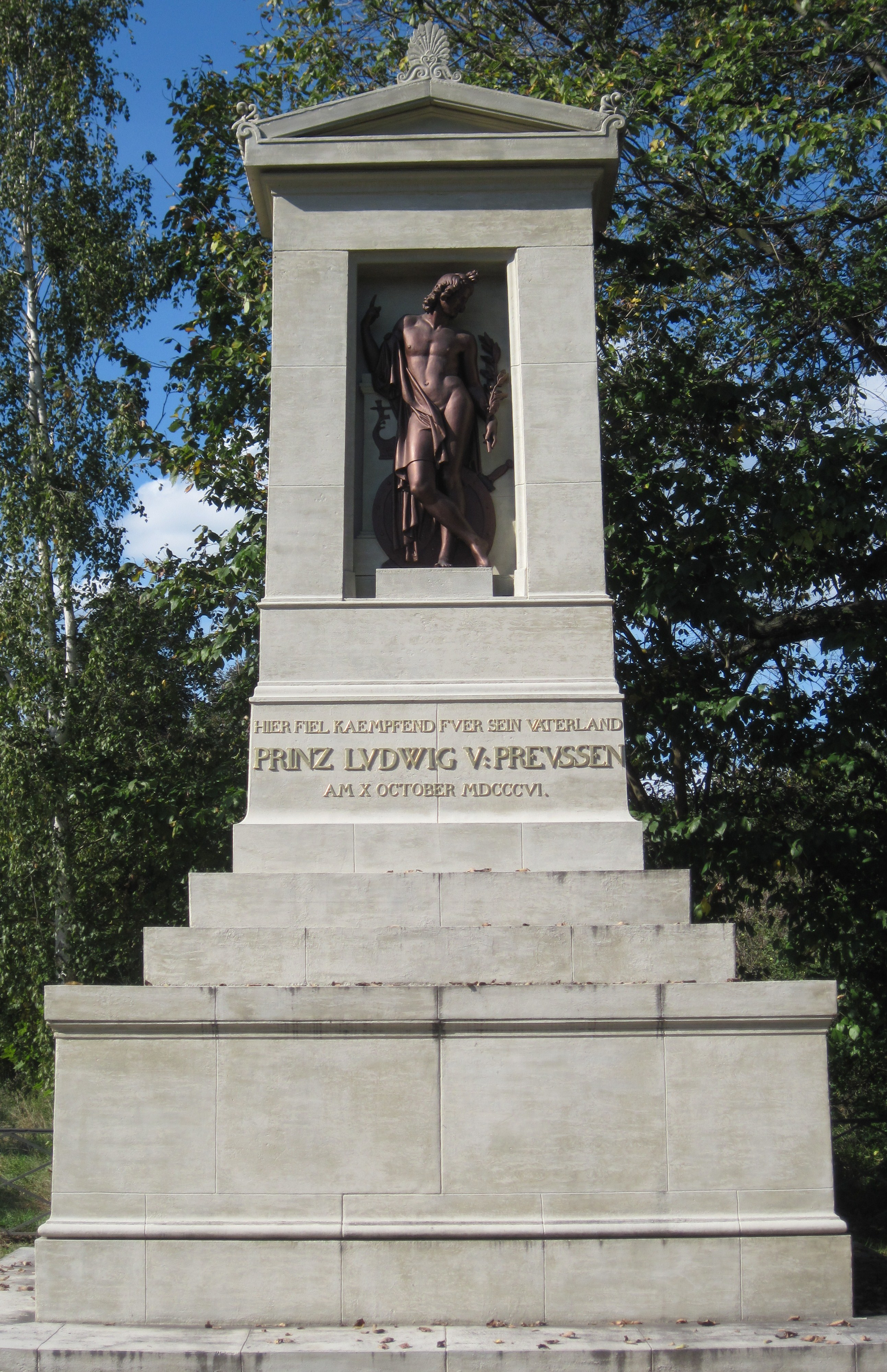
Das von Schinkel und Tieck geschaffene Denkmal

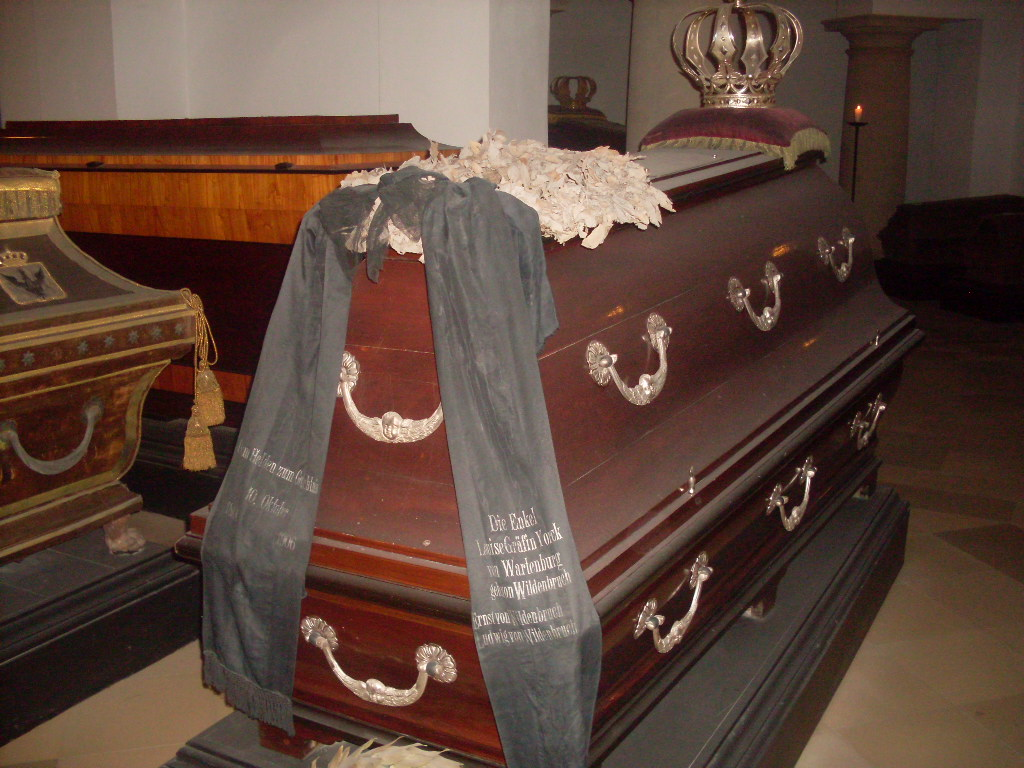
Sarkophag des Prinzen in der Hohenzollerngruft des Berliner Domes (Nr. 73)

„Es lag Außerordentliches an ihm, und es wäre etwas Außerordentliches aus ihm geworden, wenn unser Krieg nicht durch den Frieden von Basel (wo er erst dreiundzwanzig Jahre alt war) beendigt worden wäre. Aber er kam in seine Garnison, Magdeburg, zurück, und wenn er gleich sein Regiment in der besten Verfassung erhielt, so war doch diese Beschäftigung für seinen hochstrebenden Geist viel zu geringfügig und war bei den damaligen alten Soldaten jeden Tag in wenigen Stunden abgemacht. Da seine wiederholten Bitten, die Feldzüge bei der österreichischen und 1799 bei der russischen Armee mitmachen zu dürfen, ihm jederzeit abgeschlagen wurden – und der politischen Lage wegen, in die wir uns nun einmal gestürzt hatten, wohl abgeschlagen werden müßten –, so verlebte er dreizehn Jahre eigentlich im Nichtstun und stürzte sich in Zerstreuungen. Er strengte sich an bei den ermüdendsten und gefährlichsten Jagden, bei den angreifendsten Ritten und vergnügte sich dann mit Freunden, die zahlreich zuströmten – wie in solchen Fällen immer – an der Tafel und mit den Mädchen. […]
Dies alles möchte noch hingehen, aber bei dieser allseitigen Anspannung seiner Kräfte ergab er sich dem Trunk. Im Jahr 1806 trank er nichts anderes als Champagner und fing damit an, sowie er aufstand, so daß er vormittag gewiß schon mit sechs Bouteillen fertig war und den Tag über ein Dutzend nicht hinreichte. Dabei war aber auch nicht die leiseste Spur von Trunkenheit jemals an ihm zu merken, noch war seine Körperschönheit und sein blühendes Aussehen im mindesten gewichen. Wahrscheinlich würden Krankheit und Schwäche ganz plötzlich hereingebrochen sein, wenn er länger gelebt hätte.“

Louis Ferdinands früher Tod machte ihn besonders populär. 1857 widmete ihm Theodor Fontane ein Gedicht, das mit folgender Beschreibung beginnt:

„Sechs Fuß hoch aufgeschossen,
 Ein Kriegsgott anzuschaun,
 Der Liebling der Genossen,
 Der Abgott schöner Fraun,
 Blauäugig, blond, verwegen,
 Und in der jungen Hand,
 Den alten Preußendegen –
 Prinz Louis Ferdinand.“

## Denkmäler
Heute erinnern in Wöhlsdorf bei Saalfeld zwei Denkmäler an den dort gefallenen Preußenprinzen. Das erste, ein einfacher Gedenkstein, wurde bereits 1808 auf Initiative des Erfurter Regierungspräsidenten und eines Leutnants von Romberg mit Unterstützung des Herzogs Ernst I. von Sachsen-Coburg-Saalfeld errichtet. 1821 wurde schließlich Karl Friedrich Schinkel mit der Anfertigung eines weiteren Denkmals beauftragt. Der Bildhauer Christian Friedrich Tieck schuf dazu eine Reliefplatte aus bronziertem Gusseisen, die einen trauernden Genius darstellt. Die Kosten übernahm Louis Ferdinands Schwester Luise von Radziwill. Am 19. Oktober 1823, dem 10. Jahrestag der Völkerschlacht bei Leipzig, wurde das Denkmal feierlich eingeweiht. Es steht heute unmittelbar an der B 85 zwischen Saalfeld und Rudolstadt.